# Tótem
Pour les articles homonymes, voir Totem.
Pour plus de détails, voir Fiche technique et Distribution.
Tótem est un film dramatique mexicano-danois-français écrit et réalisé par Lila Avilés, sorti en 2023.
Le film est présenté en première mondiale au Festival international du film de Berlin.

## Synopsis
Sol, 7 ans, passe la journée chez son grand-père. La petite fille aide ses tantes Nuri et Alejandra à préparer une fête surprise qu'elles organisent pour le père de Sol, Tonatiuh. À la tombée de la nuit s'installe une atmosphère étrange et chaotique. Le lien invisible qui unit la famille se dissout. Le monde de Sol change radicalement. En conséquence, elle apprend à lâcher prise et à apprécier la vie en même temps.

## Fiche technique
- Titre original : Tótem
- Réalisation et scénario : Lila Avilés
- Photographie : Diego Tenorio
- Montage : Omar Guzmán
- Musique : Thomas Becka
- Costumes : Jimena Fernández, Nora Solis
- Production : Lila Avilés, Tatiana Graullera, Louise Riousse
- Société de distribution : Les Alchimistes (France)
- Pays de production :  Mexique,  Danemark,  France
- Langue originale : espagnol
- Format : couleur
- Genre : drame
- Durée : 95 minutes
- Dates de sortie :
  - Allemagne : 20 février 2023 (Berlinale 2023)
  - France : 26 mars 2024 (Reflets du cinéma ibérique et latino-américain)[2] ; 30 octobre 2024 (sortie nationale)

## Distribution
- Naíma Sentíes : Sol
- Montserrat Marañon : Nuria
- Marisol Gasé : Alejandra
- Saori Gurza : Ester
- Mateo Garcia : Tonatiuh
- Teresita Sánchez : Cruz
- Iazua Larios : Lucia
- Alberto Amador : Roberto

## Première
La première du film du réalisateur mexicain a lieu le 20 février 2023 dans le cadre du Festival international du film de Berlin.

## Distinctions

### Sélections
- Berlinale 2023 : sélection officielle
- Festival Les Reflets du cinéma ibérique et latino-américain de Villeurbanne 2024[2]